# Сињ
Сињ је град у Хрватској, у северозападном делу Сињског поља, у Сплитско-далматинској жупанији.

## Географија
Сињ је главно насеље Цетинске крајине. Развио се на раскрсници путева који воде кроз Загору, односно повезују Сплит са западном Босном. Има континенталну климу, а лежи на сјеверозападноме рубу Сињског поља, у долини ријеке Цетине, 35 km удаљен од мора. Познат је по Сињској Алки.

## Историја
Праисторијски налази потичу из доба неолита.
Турци су јула 1513. године заузели Сињ. Године 1685. млетачки војвода Корнар је са војском напао град Сињ, који су држали Турци. Јован Синобад му је притекао у помоћ са својим крајишницима, па Сињ био освојен.
У знак сећања на последњи турски напад на утврђени град Сињ 1715. године, приређује се сваке године у августу месецу јуначко надметање коњаника тзв. манифестација Сињска алка.
Дана 25. новембра 1918. године српска војска је ушла у Сињ. У граду је затим био стациониран 7. артиљеријски пук у касарни "Краљевића Томислава" (1934). Године 1922. у месту је троразредна државна реална гимназија.

## Срби у месту
У Сињу је до 1929. године подигнута српска православна црква. Започета је 1928. године на земљишту поклоњеном од сињске општине и са дрвеном грађом добијеном од Генералне Дирекције шума. Уследила је акција скупљања прилога да се богомоља доврши и уреди. Највише је помогао Одбор "Књегиње Љубице" из Београда са 40.000 динара. Тај одбор жена је успео у намери да се ту пренесе иконостас срушене београдске цркве. Православна црква у београдској улици краљице Марије уништена је током аустроугарског бомбардовања Београда. Поменуто Друштво дало је и друге иконе, богослужбене предмете и једно звоно. Друго црквено звоно даровао сињски гарнизон. Дрвене резбарене свећњаке израдио је од ораховине и поклонио самоуки уметник сељак С. Домазет из села Залова. Радио је и на резби иконостаса. Црква је освећена 20. новембра 1932. године. Посвећена је Св. Апостолима Петру и Павлу. Најзаслужнији за реализацију градње био је прота Петар Стојисављевић. Храм је подигнут као споменик почившем Онисиму Поповићу земљораднику из Книна, који је на почетку Првог светског рата стрељан као велеиздајник, пресудом аустријског Војног суда.

## Становништво
На попису становништва 2011. године, град Сињ је имао 24.826 становника, од чега у самом Сињу 11.478.

### Град Сињ
| Број становника по пописима | Број становника по пописима | Број становника по пописима | Број становника по пописима | Број становника по пописима | Број становника по пописима | Број становника по пописима | Број становника по пописима | Број становника по пописима | Број становника по пописима | Број становника по пописима | Број становника по пописима | Број становника по пописима | Број становника по пописима | Број становника по пописима | Број становника по пописима | Број становника по пописима |
| --------------------------- | --------------------------- | --------------------------- | --------------------------- | --------------------------- | --------------------------- | --------------------------- | --------------------------- | --------------------------- | --------------------------- | --------------------------- | --------------------------- | --------------------------- | --------------------------- | --------------------------- | --------------------------- | --------------------------- |
| 1857.                       | 1869.                       | 1880.                       | 1890.                       | 1900.                       | 1910.                       | 1921.                       | 1931.                       | 1948.                       | 1953.                       | 1961.                       | 1971.                       | 1981.                       | 1991.                       | 2001.                       | 2011.                       | 2021.                       |
| 7.600                       | 8.256                       | 9.025                       | 10.089                      | 11.543                      | 13.205                      | 13.770                      | 14.829                      | 15.526                      | 16.864                      | 18.687                      | 20.598                      | 23.849                      | 25.985                      | 25.373                      | 24.826                      | 23.452                      |

Напомена: Настао из старе општине Сињ. У 1869. део података садржан је у општини Хрваце.

### Сињ (насељено место)
| Број становника по пописима | Број становника по пописима | Број становника по пописима | Број становника по пописима | Број становника по пописима | Број становника по пописима | Број становника по пописима | Број становника по пописима | Број становника по пописима | Број становника по пописима | Број становника по пописима | Број становника по пописима | Број становника по пописима | Број становника по пописима | Број становника по пописима | Број становника по пописима | Број становника по пописима |
| --------------------------- | --------------------------- | --------------------------- | --------------------------- | --------------------------- | --------------------------- | --------------------------- | --------------------------- | --------------------------- | --------------------------- | --------------------------- | --------------------------- | --------------------------- | --------------------------- | --------------------------- | --------------------------- | --------------------------- |
| 1857.                       | 1869.                       | 1880.                       | 1890.                       | 1900.                       | 1910.                       | 1921.                       | 1931.                       | 1948.                       | 1953.                       | 1961.                       | 1971.                       | 1981.                       | 1991.                       | 2001.                       | 2011.                       | 2021.                       |
| 2.058                       | 2.243                       | 2.649                       | 2.831                       | 3.224                       | 3.608                       | 3.633                       | 3.720                       | 3.683                       | 4.444                       | 5.487                       | 6.931                       | 9.177                       | 11.378                      | 11.468                      | 11.478                      | 10.771                      |

Напомена: У 1981. повећано за насеље Подварош које је престало да постоји и за које садржи податке од 1857. до 1971. У 1991. повећано за део подручја насеља Брназе и Главице, где је и садржан део података од 1857. до 1981. У 1869, 1921. и 1931. део података садржан у насељу Брназе.

### Попис 1991.
На попису становништва 1991. године, насељено место Сињ је имало 11.378 становника, следећег националног састава:
| Попис 1991.‍    | Попис 1991.‍  | Попис 1991.‍ | Попис 1991.‍ | Попис 1991.‍ |
| -------------- | ------------ | ----------- | ----------- | ----------- |
|                |              |             |             |             |
| Хрвати         | Хрвати       |             | 10.429      | 91,65%      |
| Срби           | Срби         |             | 251         | 2,20%       |
| Југословени    | Југословени  |             | 217         | 1,90%       |
| Албанци        | Албанци      |             | 55          | 0,48%       |
| Муслимани      | Муслимани    |             | 41          | 0,36%       |
| Македонци      | Македонци    |             | 24          | 0,21%       |
| Словенци       | Словенци     |             | 20          | 0,17%       |
| Мађари         | Мађари       |             | 9           | 0,07%       |
| Црногорци      | Црногорци    |             | 8           | 0,07%       |
| Чеси           | Чеси         |             | 7           | 0,06%       |
| Словаци        | Словаци      |             | 4           | 0,03%       |
| Немци          | Немци        |             | 3           | 0,02%       |
| Аустријанци    | Аустријанци  |             | 1           | 0,00%       |
| Пољаци         | Пољаци       |             | 1           | 0,00%       |
| Турци          | Турци        |             | 1           | 0,00%       |
| остали         | остали       |             | 1           | 0,00%       |
| неопредељени   | неопредељени |             | 146         | 1,28%       |
| регион. опр.   | регион. опр. |             | 29          | 0,25%       |
| непознато      | непознато    |             | 131         | 1,15%       |
| укупно: 11.378 |              |             |             |             |

## Знамените личности
- Грше
- Тадија Анушић
- Мико Трипало
- Младен Делић
- Синиша Павић
- Динко Шимуновић
- Мирко Буловић
- Срђан Мркушић
- Боре Ли

## Међународна сарадња
- Сансеполкро, Италија (од 1981)
- Монтемарчано, Италија